# هيرمان إل. سميث
هيرمان إل. سميث (بالإنجليزية: Herman L. Smith)‏ هو طوبولوجي ورياضياتي أمريكي، ولد في 7 يوليو 1892، وتوفي في 1950.